# Europese kampioenschappen beachvolleybal 2025
De Europese kampioenschappen beachvolleybal 2025 werden van 30 juli tot en met 3 augustus gehouden in Düsseldorf. De wedstrijden werden gespeeld bij de tennisvereniging Rochusclub in het stadsdeel Ludenberg.

## Opzet
Aan de kampioenschappen deden zowel bij de mannen als de vrouwen 32 tweetallen mee, dus 64 teams en 128 spelers in totaal. De 32 teams per toernooi waren verdeeld over acht poules van vier. Per poule werden er vier wedstrijden gespeeld. De winnaars van de eerste twee wedstrijden speelden om de eerste plaats in de poule en de verliezers om de derde plaats. De groepswinnaars van elke poule gingen direct door naar de achtste finales, terwijl de nummers twee en drie een tussenronde speelden. Vanaf de tussenronde werd via een knock-outsysteem gespeeld. Het prijzengeld per toernooi bedroeg € 100.000.

## Medailles

### Medaillewinnaars
| Onderdeel | Goud | Goud                             | Zilver | Zilver                          | Brons | Brons                                 |
| --------- | ---- | -------------------------------- | ------ | ------------------------------- | ----- | ------------------------------------- |
| mannen    | NOR  | Anders Mol Christian Sørum       | SWE    | David Åhman Jonatan Hellvig     | NED   | Alexander Brouwer Steven van de Velde |
| vrouwen   | UKR  | Maryna Hladoen Tetjana Lazarenko | FRA    | Clémence Vieira Aline Chamereau | GER   | Svenja Müller Cinja Tillmann          |